# Marmosa rubra
Marmosa rubra — південноамериканський сумчастий з родини Didelphidae. Його ареал включає східний Еквадор та Перу. Він зустрічається в низинних лісах та вторинних лісах, а також в Андському передгір'ї. Загрози невідомі, але найімовірніше, це вирубка лісів та трансформація первинних низинних лісів, звідки походить більшість записів про цей вид.